# Augustus 2017
Dit artikel geeft een chronologisch overzicht van de belangrijkste gebeurtenissen per dag van de maand augustus in het jaar 2017.

## Gebeurtenissen

### 1 augustus
- Bij een zelfmoordaanslag op een sjiitische moskee in het westen van Afghanistan vallen meer dan twintig doden.[1]
- Zeid Ra'ad al-Hussein, de hoge commissaris voor Mensenrechten bij de Verenigde Naties, verklaart dat de VN ongerust zijn over de toestand in Venezuela na de arrestatie van twee oppositieleiders.[2]

### 2 augustus
- Prins Philip gaat na 22.219 publieke optredens met pensioen.

### 3 augustus
- De Nederlandse Voedsel- en Warenautoriteit (NVWA) sluit 138 pluimveebedrijven waar kippeneieren zijn aangetroffen die de giftige stof fipronil bevatten. De spil in het eierschandaal is het Barneveldse bedrijf ChickFriend.
- Gastland Nederland bereikt de finale van het EK voetbal voor vrouwen. De ploeg van bondscoach Sarina Wiegman is in de halve finale in Enschede met 3-0 te sterk voor Engeland.

### 6 augustus
- Nederland wint het EK voetbal voor vrouwen in eigen land. De ploeg van bondscoach Sarina Wiegman is in de finale in Enschede met 4-2 te sterk voor Denemarken.
- De Keniaan Geoffrey Kirui verovert de wereldtitel op de marathon. Hij arriveert na 2 uur, 8 minuten en 27 seconden als eerste aan de finish op de Tower Bridge in Londen. De Ethiopiër Tamira Tola komt op ruime achterstand als tweede binnen in 2.09.49. Alphonce Simbu uit Tanzania pakt het brons in 2.09.51.

### 8 augustus
- De Zuid-Afrikaanse president Jacob Zuma overleeft een motie van wantrouwen die 198 tegenstemmen en 177 voorstemmen kreeg. Hij kan nu nog twee jaar aanblijven.

### 13 augustus
- In de Indiase provincie Mandi vallen 46 doden als gevolg van een aardverschuiving die twee bussen meesleurt.
- De Verenigde Staten zijn de grote winnaar van de WK atletiek in Londen. Het land wint tien keer goud, elf keer zilver en negen keer brons, in totaal dertig plakken. Kenia volgt op de tweede plaats met elf plakken (vijf keer goud, twee keer zilver en vier keer brons). Zuid-Afrika staat derde met zes medailles (drie goud, één zilver en twee keer brons).

### 14 augustus
- Bij een gewapende aanslag op een Turks restaurant in de stad Ouagadougou komen minstens achttien mensen om het leven. Acht mensen raken gewond, aldus het ministerie van communicatie in Burkina Faso.

### 17 augustus
- Een busje rijdt in op mensen op de Ramblas. Zestien mensen komen om het leven en minstens 120 raken gewond. Islamitische Staat eist de aanslag op. (>> lees verder)

### 18 augustus
- Op de markt van Turku worden acht mensen neergestoken. Hiervan overlijden twee mensen.

### 19 augustus
- De Red Lions winnen met 4-1 van Oostenrijk op het Europees Kampioenschap hockey voor mannen.

### 21 augustus
- Het duel tussen België en Nederland op het Europees Kampioenschap hockey voor mannen eindigt op een 5-0 overwinning voor de Red Lions.

### 23 augustus
- Een gepland optreden van de Californische band Allah-Las in de Rotterdamse Maassilo wordt afgelast omdat er aanwijzingen zijn voor een mogelijke terreurdreiging.

### 27 augustus
- In de finale van het Europees Kampioenschap hockey voor mannen staan België en Nederland weer tegenover elkaar. Ditmaal trekken de Nederlanders aan het langste eind: 2-4.

### 28 augustus
- De zangeres Anneke Grönloh (75) treedt voor de laatste keer op. Zij beëindigt haar carrière na 58 jaar wegens gezondheidsproblemen
- Wie vanaf vandaag nog met een plastic tas wordt gezien in Kenia riskeert een boete van 38.000 dollar of een gevangenisstraf van vier jaar. De maatregel is een direct gevolg van de enorme bergen draagtassen die in de straten van hoofdstad Nairobi liggen.

### 31 augustus
- Cristiano Ronaldo is tegen Andorra (5-1) weer op schot. Hij scoort drie keer voor Portugal. Daarmee komt de aanvaller op 78 goals, gaat de Braziliaanse legende Pelé voorbij en staat nu gedeeld vierde op de ranglijst van het aantal gescoorde doelpunten voor landenteams.

## Overleden
← · januari · februari · maart · april · mei · juni · juli · augustus · september · oktober · november · december ·  →